# Quin Epperly
Quincy David "Quin" Epperly (Virginia, SAD, 3. ožujka 1913. – 7. siječnja 2001.) je bio američki dizajner trkaćih automobila. 
Rođen u Virginiji, Epperly se preselio u Kaliforniju 1940. kao zrakoplovni metalni radnik. Tijekom Drugog svjetskog rata pridružuje se rezervi obalne straže. Po završetku rata, krajem 1940-ih, nakon što je vidio oglas u novinama, pridružuje se Franku Kurtisu i njegovoj tvrtki Kurtis Kraft, te pomaže konstruirate neke od Kurtisovih trkaćih bolida.
Tijekom 1950-ih otvara vlastitu tvrtku.

## Indianapolis 500
| Godina | Vozač             | Grid | Plasman |
| ------ | ----------------- | ---- | ------- |
| 1955.  | Jim Rathmann      | 20.  | 14.     |
| 1957.  | Sam Hanks         | 13.  | 1.      |
| 1957.  | Jim Rathmann      | 32.  | 2.      |
| 1958.  | Jimmy Bryan       | 7.   | 1.      |
| 1958.  | George Amick      | 25.  | 2.      |
| 1958.  | Tony Bettenhausen | 9.   | 4.      |
| 1958.  | Jim Rathmann      | 20.  | 5.      |